# Contea di Santa Barbara
La contea di Santa Barbara, in inglese Santa Barbara County, si trova sulla costa del Pacifico, nella parte meridionale della California, negli Stati Uniti d'America. Nel 2000 aveva una popolazione di 399 347 abitanti. Il capoluogo di contea è Santa Barbara.

## Geografia
La contea si trova nel sud-ovest dello Stato e si affaccia a sud e a ovest sull'Oceano Pacifico. Il territorio comprende anche le seguenti Channel Islands: l'isola di San Miguel, l'isola di Santa Rosa, l'isola di Santa Barbara e l'isola di Santa Cruz; queste fanno parte del parco nazionale delle Channel Islands. Il territorio è prevalentemente montuoso e la costa sud e ovest pianeggianti. Le principali catene montuose sono i monti Santa Ynez a sud, e i monti San Rafael e Sierra Madre al centro e nel nord-est della contea. Gran parte del territorio montuoso rientra nella foresta nazionale di Los Padres. A nord delle montagne si trova una zona arida, la valle di Cuyama.
Nella contea si trova la Vandenberg Space Force Base.

### Contee confinanti
- Contea di San Luis Obispo - nord
- Contea di Kern - nord-est
- Contea di Ventura - est

## Storia
La contea fu creata nel 1850 ed è una delle 27 contee originarie della California. La contea prende il nome dell'omonima missione,a sua volta chiamata così perché Sebastián Vizcaíno dedicò il canale delle Channel Islands a Santa Barbara.

## Comuni[4]

### City
- Buellton
- Carpinteria
- Goleta
- Guadalupe
- Lompoc
- Santa Barbara (capoluogo)
- Santa Maria
- Solvang

### Census-designated places
- Ballard
- Casmalia
- Cuyama
- Eastern Goleta Valley
- Garey
- Isla Vista
- Los Alamos
- Los Olivos
- Mission Canyon
- Mission Hills
- Montecito
- New Cuyama
- Orcutt
- Santa Ynez
- Sisquoc
- Summerland
- Toro Canyon
- University of California-Santa Barbara
- Vandenberg Air Force Base[5]
- Vandenberg Village

#### Comunità non incorporate
- Gaviota
- Hollister Ranch
- Hope Ranch
- Painted Cave
- Ventucopa